# 昆蟲武器
昆蟲武器是指利用昆蟲來攻擊敵方的一種生物武器。關於使用此種武器的方法早就存在了許多個世紀，但直到20世紀才被積極製造成一種有效的武器。目前日本是已知唯一已經能夠效使用此類武器的國家，其他國家也開始開發或被指控開發了各種類型之昆蟲武器。

## 簡介
昆蟲武器是一種特殊類型的生物武器，他是利用昆蟲來進行直接攻擊或者作為載體投放生物製劑，比如鼠疫與霍亂的病原體。事實上，昆蟲武器共有三種類型：
- 第一種為讓病原體感染昆蟲，並將其釋放於目標區域，[3]這些昆蟲將作為病媒，感染被其叮咬的人類與動物。

- 第二種是直接讓昆蟲破壞農作物。在這種情況下，昆蟲不一定必須具備傳染性，但必須具備威脅農作的能力。[3]

- 第三種為利用未受感染的昆蟲直接攻擊敵人，比如花蜂與黃蜂。[2]

## 古代史
事實上昆蟲武器並非一個新穎的觀念：歷史學家表示有證據表明在許多歷史事件中都有使用過類似的方法。其中一個例子為14世紀在安那托利亞流行的鼠疫，這個被稱之為黑死病的疾病後來造成歐洲的人口中30%-60%死亡。這種流行病可能是金帳汗國的韃靼人在克里米亞半島的城市卡法借助染上鼠疫的跳蚤進行生物攻擊，繼而首次傳入歐洲。
根據《六足士兵》的作者杰弗裡·A·洛克伍德的說法，最早將昆蟲作為武器的人，可能為人類利用蜜蜂之時，他們會將蜜蜂與其蜂巢丟進山洞中或其他掩體，迫使敵人逃離至戶外。洛克伍德還認為約櫃可能是致命的，因為其裡面可能裝著有毒的跳蚤。
在美國南北戰爭期間，美利堅邦聯指責美利堅合眾國蓄意將外來物種丑角菜蝽引入邦聯。然而這些指控並未得到證實，這些昆蟲極有可能是透過其他途徑進入南方。

## 第二次世界大戰

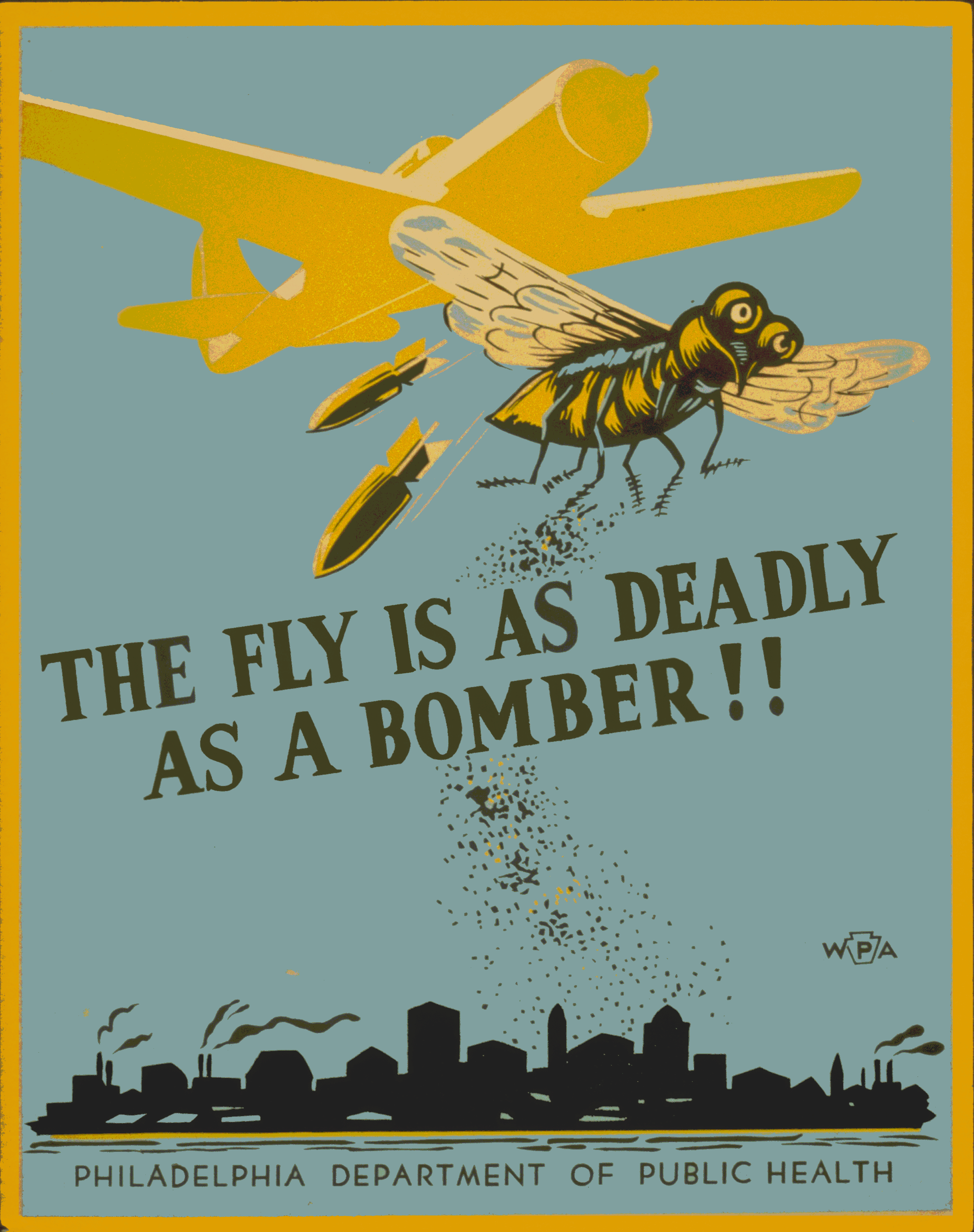
費城衛生局警告大眾要注意家蠅蟲害的海報（约1942年）

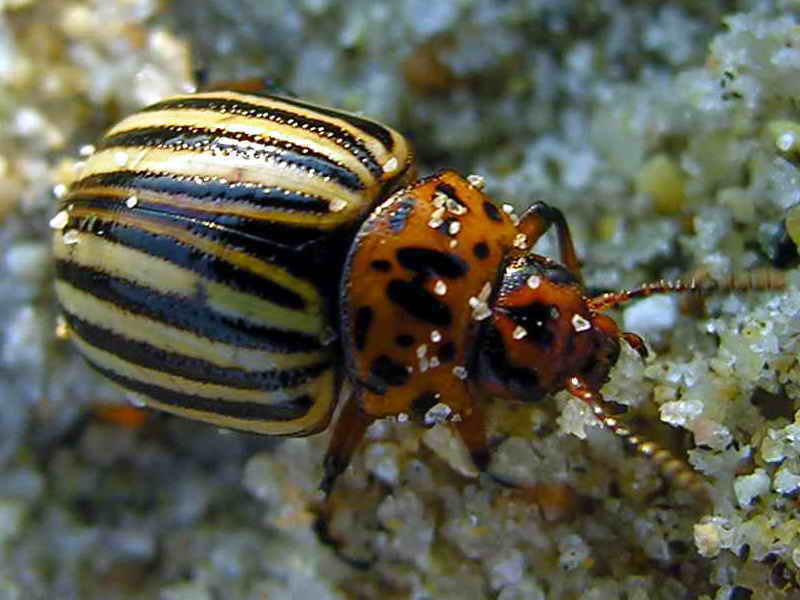
科羅拉多金花蟲在第二次世界大戰中被雙方交戰國視為昆蟲武器

### 日本
日本是目前唯一在戰期間開發出來且成功大規模使用昆蟲武器的國家，並且其幾乎都使用於中國。日本生物戰部隊731部隊曾經使用感染鼠疫的跳蚤與感染霍亂的蒼蠅來感染中國人。日本軍隊會透過飛機從低空投下裝滿這些昆蟲的炸彈來傳播之。這些行動導致的流行病浪潮導致44-50萬的中國人因此病亡。

### 德國
德國曾在戰期間實施過關於昆蟲武器的計劃。該國致力於對科羅拉多金花蟲進行大規模繁殖與傳播，藉此打擊敵人的食物來源。該甲蟲首次出現於1941年的德國被發現，其似乎為來自北美洲的外來物種。目前並沒有任何紀錄表明德國或其他國家曾用此甲蟲作為武器，但無論如何，德國已然制定好在英國農作物上投放甲蟲的計劃。
德國在法蘭克福南部進行科羅拉多金花蟲武器化項目的試驗，為此，他們在那裏釋放了54000隻甲蟲。1944年德國報告了科羅拉多金花蟲的肆虐報告，然而本次蟲害的來源尚不清楚，目前有三種可能來解釋來源部分的替代理論，第一種為同盟國的行動使然，第二種為德國自我試驗造成的，第三種更加可能的解釋為自然因素。

### 加拿大
在同盟國中，加拿大為使用昆蟲武器的先驅。在日本將染上鼠疫的跳蚤研製成武器後，加拿大與美國也相繼緊隨其後。二戰期間，京士頓皇后大學國防研究實驗室主任G·B·里德博士與美國密切合作，重點研究病媒蚊、叮咬性蒼蠅與染上鼠疫的跳蚤等等，大部分研究都與美國共享或者共同研究。
加拿大的整體生物武器計劃也在戰期間領先於英美兩國。這些加拿大人專注於在盟友們所忽視的領域開展研究，昆蟲武器就是其中之一。隨著英美兩國也開始發展此項目，加拿大便與兩國密切合作。加拿大的生物武器研究在戰後仍在繼續，包含哭重武器研究在內。

### 法國
法國也曾在二戰期間實行昆蟲武器的計劃。該國與德國一樣把科羅拉多金花蟲作為攻擊敵方食物來源的武器，並在戰期間作為重要資產。早在1939年時，法國生物戰專家就建議用該甲蟲來侵擾德國農作物。

### 英國
英國科學家約翰·伯頓·桑德森·霍爾丹提出，英國與德國都很容易受到科羅拉多金花蟲的攻擊。1942年，美國曾將15000隻甲蟲作為武器運往英國研究。

## 冷戰

### 蘇聯
蘇聯的軍事實驗室開發此武器是為了作為破壞敵方農作物與動物的計劃之一。他們開發了一種透過昆蟲來傳播動物病原體的方法，比如藉由蜱蟎來傳播口蹄疫病原體，也有研究用被鳥類感染的昆蟲來讓雞感染鸚鵡熱衣原體。此外他們還開發了自動化大規模飼養昆蟲的方法，其每天可生產數以百萬隻寄生蟲。

### 美國

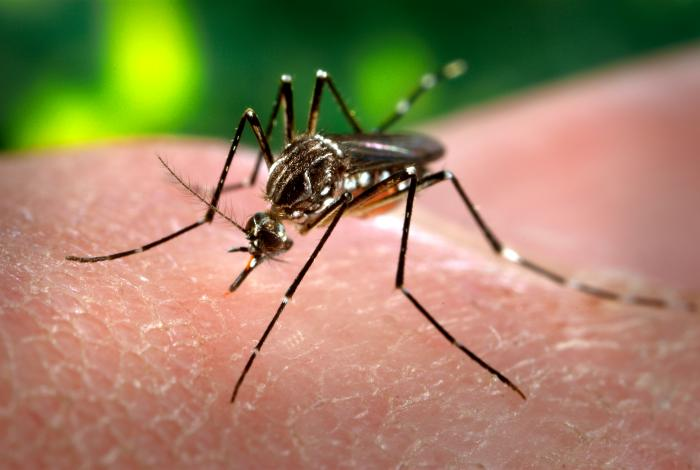
美国向國內投放了30多万只未被感染的蚊子。

冷戰期間，美國認真探索了將昆蟲作為武器的潛力。美國軍隊的一份名為「昆蟲武器目標分析」的報告中確定了美國可以用昆蟲作為媒介攻擊蘇聯境內的弱點地帶。為了美軍還在美國城市中投放出未被感染的蚊子來測試其叮咬能力。
北韓與中共官員指控美國於韓戰期間使用了包括昆蟲武器在內的生物武器，該指控是在戰期間提出，並立即被美國否認。1998年，文忠志與愛德華·哈格曼在其著作《美國與生物戰：冷戰初期與朝鮮的秘密》中聲稱這項指控屬實。然而這書的評價兩極，一方面他被稱為是「糟糕的歷史」、「令人不敢相信」，另一方面其作者提出的理論也被認同、讚賞，近幾十年來，其他歷史學家又重新提及此說法。而在文忠志與哈格曼的書籍出版的同一年，伍德羅·威爾遜國際學者中心冷戰國際歷史項目的負責人凱瑟琳·韋瑟斯比與米爾頓·萊騰伯格公布了一批來自蘇聯與中共的資料，表明北韓的這個說法是一場精心謀劃的造謠。

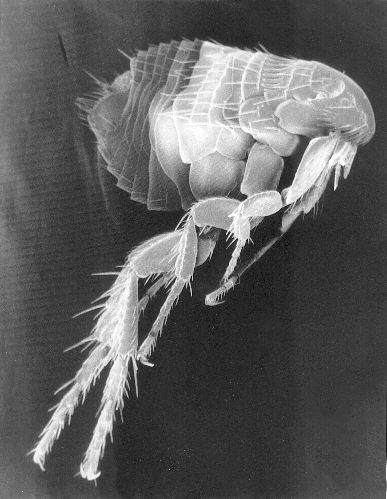
20世纪50年代備用于美国昆蟲武器试验的鼠蚤

20世紀50年代，美國使用昆蟲武器進行一系列實地試驗。1954年的「大癢行動」就是為了測試裝載未感染的印度鼠蚤的彈藥。然這個行動還是發生了意外，一些跳蚤逃進機內並咬上機上所有三名機組人員。1955年5月，超過三十隻未被感染的蚊子（埃及斑蚊）被空投至美國喬治亞州部分地區，藉以確定空投下來的蚊子是否可以活下來並且能夠吸食人類血液。該試驗後被稱作「大嗡嗡計劃」。美國1965年的魔劍計劃則是為了測試在海上釋放生物製劑昆蟲載體的有效性。此外美國至少還涉及另外兩個昆蟲武器計劃：落踢計劃與五月天計劃。1981年，一份陸軍報告中提到關於上述測試及使用昆蟲武器所發生的多重成本相關問題之概述。然，該報告僅被部分解密，包括「每次死亡成本」之預估；一部分內容則被塗黑，包含有關「落踢計劃」的所有內容。根據報告，如果病媒生物制剂在對一個城市的攻擊造成50%的死亡率，那麼依照1976年的美元匯率的話，每次死亡成本將是0.29美元。（算成現今匯率則為1.01美元），並且據估計，此襲擊將會造成62.5萬人死亡。
在嘉手納空軍基地中，美國陸軍公共衛生中心的美國陸軍預防醫學部昆蟲武器分部負責培養「醫學上相當重要的」節肢動物，包括在一項病媒效率研究中培養多種蚊子品系。據報導，該計劃還為史密森尼學會的分類學與生態學數據調查研究計劃提供支持。史密森尼學會、美國國家科學院、美國國家科學研究委員會負責管理太平洋地區的特別研究項目，美國國家科學院外國秘書長辦公室遠東科管理著兩個這樣的項目，即「沖繩植物區系」與「為研究昆蟲與節肢動物在海洋上的自然傳播而誘捕空中昆蟲與節肢動物」。:59當得知此國際研究實際上為由美軍資助並提供給美軍以作為美軍生物戰研究的一部分時，此類性質的民間研究項目之動機因此受到懷疑。
此外，美國也將昆蟲武器研究與戰術應用在非戰鬥用途上。1990年，美國資助了一項花費650萬美元，旨在研究、繁殖、投放毛蟲的計劃。這些毛蟲將作為毒品戰爭的一部分被美國投放到祕魯古柯樹園中。就在2002年時，美國在迪特里克堡的哭重緝毒工作組還集中尋找一種可將能感染罌粟的病毒置於昆蟲載體中的辦法。

## 生物恐怖主義
克萊門森大學的監管與公共服務項目將「由昆蟲傳染的疾病」列為「最有可能」發生的生物恐怖主義情節。由於入侵物種已然成為世界性問題，內布拉斯加大學的昆蟲學家認為，任何突然出現的農業新害蟲之來源查詢即使並非不可能找到也無法確定。洛克伍德认为在生物恐怖主義情節中，昆蟲比實際製劑的生物製劑傳播途徑更有效，他認為昆蟲載體容易被收集起來，其卵容易運輸且不易被發現；另一方面，分離與運送生物製劑是一項極具挑戰性與危險性的工作。
在為數不多的疑似昆蟲生物恐怖主義案例中，一個名叫「繁殖者」的生態恐怖組織聲稱他們在加利福尼亞州的一次持續性蟲害中釋放地中海實蠅。洛克伍德稱有證據表明該組織在此次重災中發揮了一定作用。該害蟲攻擊了多種農作物，對此加利福尼亞州以噴灑大量殺蟲劑作為應對措施。至少有一消息斷言說，外部勢力在1998年的密集性蟲害中毫無疑問地發揮了作用。該組織在致時任洛杉磯市長湯姆·布拉德利的一封信中表示他們的目標共有兩個，他們試圖讓蟲害發展到無法收拾的地步，藉以讓正在進行中的馬拉硫磷噴灑計劃在經濟上不可行。

## 法律規範
1972年的《禁止生物武器公約》在內容中隻字未提以昆蟲作為媒介的形式，不過公約中的措辭確實存在涵蓋了該載體。第一條便禁止「為敵對目的或在武裝衝突中使用此類物劑或毒素而設計的武器、設備或運載工具」。從該公約來看，以昆蟲為媒介的昆蟲武器在一方面來講已經被公約所涵蓋、取締。然而用未被感染的昆蟲來攻擊農作物的部分就不清不楚了。

## 轉基因昆蟲
美國情報官員表示可透過CRISPR等技術對昆蟲進行基因改造，製造出轉基因「殺手蚊子」或消滅主要作物的瘟疫。目前美方正在研究對蚊子進行基因改造，透過使用CRISPR改造，使其不再可以攜帶病原體，繼而遏止諸如茲卡熱與西尼羅河病毒等等疾病的傳播，不過該研究也表明，其可能也可以用基因改造來植入疾病或病原體。马克斯-普朗克進化生物學研究所指出，目前美國透過傳染病將轉基因昆蟲大規模傳播到農作物上，用於保護農作物的轉基因昆蟲研究可能會導致轉基因昆蟲被用於戰爭中。

## 另見
- 1989年加州地中海果蠅襲擊事件（英语：1989 California medfly attack）
- 對科羅拉多金花蟲的戰爭（英语：War against the potato beetle）
- 農業恐怖主義
- 昆蟲學
- 軍用動物
- 腦植入物
- 基因改造病毒

## 延伸閱讀
- Bryden, John. Deadly Allies: Canada's Secret War, 1937-1947, (Google Books （页面存档备份，存于）), McClelland & Stewart, 1989, (ISBN 0771017243).
- Garrett, Benjamin C. "The Colorado Potato Beetle Goes to War （页面存档备份，存于）", Chemical Weapons Convention Bulletin, Issue #33, September 1996, accessed January 3, 2009.
- Hay, Alastair. "A Magic Sword or A Big Itch:  An Historical Look at the United States Biological Weapon Programme", (Citation （页面存档备份，存于）), Medicine, Conflict, and Survival, Vol. 15  July–September 1999, pp. 215–234).
- Lockwood, Jeffrey A. "Entomological Warfare: History of the Use of Insects as Weapons of War" (Citation[], Bulletin of the Entomological Society of America, Summer 1987, v. 33(2), pp. 76–82.
- Lockwood, Jeffrey A. "The Scary Caterpillar （页面存档备份，存于）", The New York Times, April 18, 2009, accessed April 24, 2009.
- Lockwood, J. A. . Annual Review of Entomology. 2012, 57: 205–227. PMID 21910635. doi:10.1146/annurev-ento-120710-100618.

## 外部連結
- The Biological and Toxic Weapons Convention, official site, accessed January 5, 2009.
- Bugs as bombs, Oregon State University, Department of Entomology, accessed December 25, 2008.